# Antonio Baldissera
Antonio Baldissera (Pádua, 27 de maio, 1838 – Florença, 8 de janeiro 1917) foi um general italiano, ativo no Império Etíope (Abissínia) durante o século XIX e início do século XX.

## Biografia
Baldissera nasceu em Pádua, seu local de nascimento em 1858, estando ainda sob o domínio austríaco e o jovem entrou no exército austríaco, no qual serviu com distinção em um regimento de infantaria. Ele era capitão no VII Jägers durante a Batalha de Custoza em 1866. 
Quando Venécia tornou-se italiana, ele optou por esta nacionalidade, mantendo sua posição no exército italiano. Em 1879, ele foi promovido coronel do VII Bersaglieri.
Em 1887, foi promovido a major-general sendo enviado para a Eritreia sob o comando do general  Alessandro Asinari di San Marzano, permanecendo na colônia como governador após o regresso do último. Tanto como soldado e administrador mostrou grandes qualidades. Ocupou Asmara, Keren e outros territórios, derrotando os exércitos de Ras Alula e  tinha planejado ainda mais extensões de domínio italiano, aproveitando a anarquia da Abissínia. Ele organizou as admiráveis tropas nativas (Ascari), desenvolveu a agricultura e construiu estradas mas devido a um desentendimento com o governo em Roma sobre sua política na Abissínia pediu e obteve o seu afastamento após dois anos de atividade.
Em 1892 ele foi promovido tenente-general. Quando a  [Primeira Guerra Ítalo-Etíope|guerra com a Abissínia]] eclodiu em 1895, o governo italiano decidiu enviar Baldissera mais uma vez. O então governador da colônia, General Oreste Baratieri decidiu atacar o inimigo com uma força inferior e abastecimento insuficiente, na esperança de conquistar a glória para si mesmo antes da chegada de seu sucessor. O resultado foi o  desastre de Adwa em 1 de março, 1896.
Quando Baldissera chegou, encontrou o exército derrotado e desmoralizado, rapidamente reorganizou os restos do exército de Baratieri e com os reenforços que chegaram, libertou as guarnições sitiadas de Cassale e Adigrat e reocuparam uma grande parte do território perdido. 
Em 1897 Baldissera voltou para a Itália e retomou as suas funções comandando sucessivamente o VII e VIII Exército. Em 1906 foi eleito senador e em 1908 aposentou-se do exército por limite de idade.